# Fagopyrum leptopodum
Fagopyrum leptopodum (Diels) Hedberg – gatunek rośliny z rodziny rdestowatych (Polygonaceae Juss.). Występuje naturalnie w południowych Chinach – w prowincjach Junnan oraz Syczuan. 

## Morfologia
PokrójRoślina jednoroczna dorastająca do 6–30 cm wysokości.
LiścieIch blaszka liściowa ma trójkątny lub owalnie trójkątny kształt, o strzałkowatej nasadzie i ostrym wierzchołku. Ogonek liściowy jest nagi i osiąga 1–1,5 cm długości. Gatka ma brązową lub białą barwę i jest błoniasta.
KwiatyZebrane w grona o długości 3–6 cm, rozwijają się w kątach pędów lub na ich szczytach. Listki okwiatu mają eliptyczny kształt i barwę od białej do różowawej, mierzą do 2–3 mm długości.
OwoceTrójboczne niełupki o jajowatym kształcie, osiągają 2–3 mm długości.

## Biologia i ekologia
Rośnie na łąkach oraz stokach. Występuje na wysokości od 1000 do 3000 m n.p.m. Kwitnie od maja do października, natomiast owoce dojrzewają od czerwca do listopada. 

## Zmienność
W obrębie tego gatunku wyróżniono jedną odmianę:
- Fagopyrum leptopodum var. grossii (H.Lév.) Lauener & D.K.Ferguson